# Callimetopus laterivitta
Callimetopus laterivitta là một loài bọ cánh cứng trong họ Cerambycidae.